# نبرد بووین
نبرد بووین (انگلیسی: Battle of Bouvines)در ۲۷ ژوئیه ۱۲۱۴ در نزدیکی شهر بووین در شهرستان فلاندر انجام شد. این نبرد پایانی بر جنگ انگلستان و فرانسه بود. یک ارتش فرانسوی متشکل از حدود ۷۰۰۰ نفر به فرماندهی شاه فیلیپ آگوست، ارتش متفقین متشکل از تقریباً ۹۰۰۰ نفر به فرماندهی اتوی چهارم، امپراتور مقدس روم را شکست داد.
در اوایل سال ۱۲۱۴، ائتلافی متشکل از اتو چهارم، جان، پادشاه انگلستان، کنت فران فلاندر، کنت رنو از بولونی، دوک هنری اول برابانت، ویلم یکم، گراف هلند، دوک تئوبالد اول، علیه فیلیپ آگوست پادشاه فرانسه تشکیل شد.

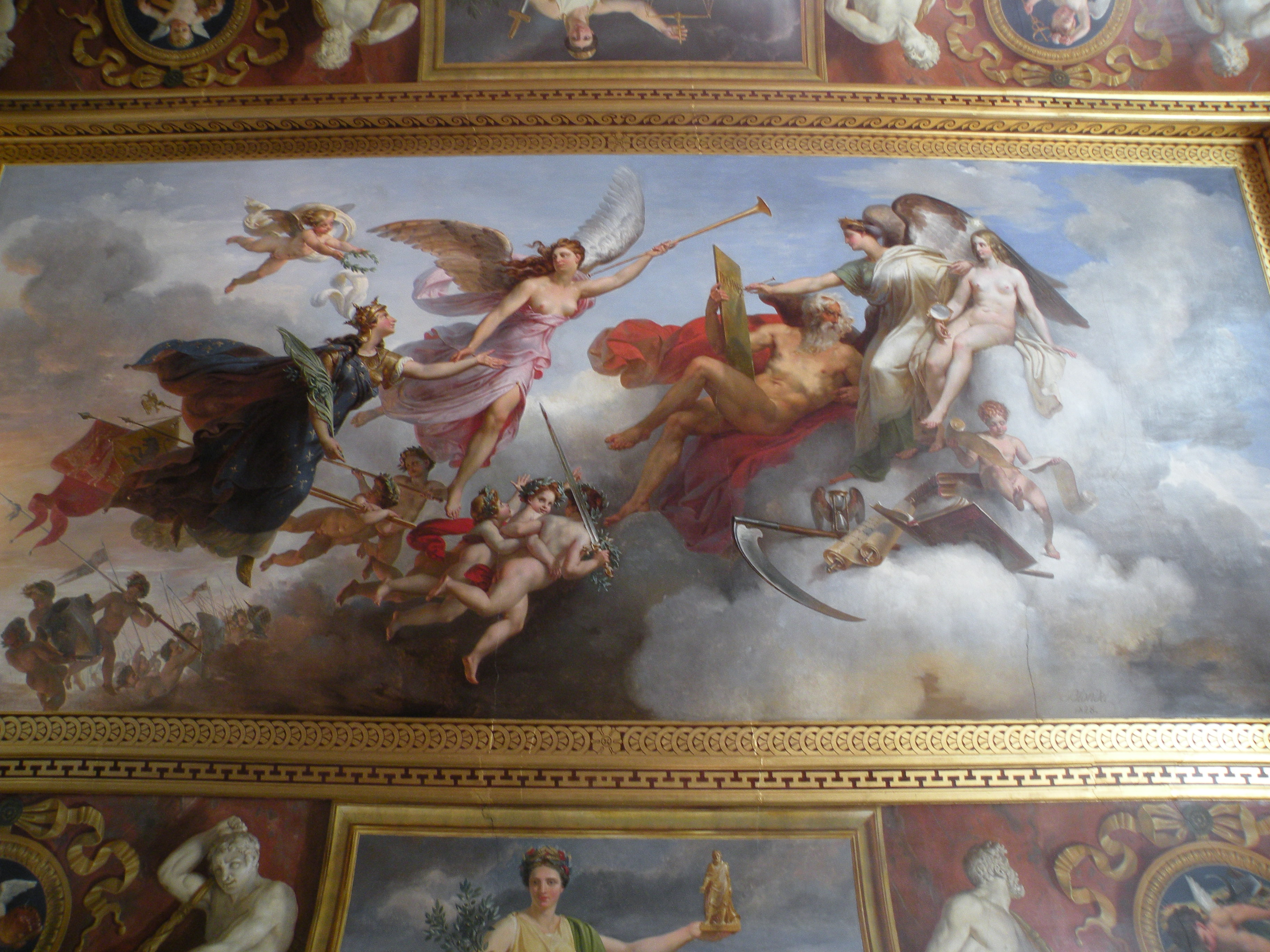
France victorious at Bouvines, allegorical painting by Merry-Joseph Blondel, 1828, in the decoration of the Louvre

ستون طولانی متفقین به آرامی مستقر شدند و متفقین را در وضعیت نامناسبی قرار دادند. نظم و انضباط برتر و آموزش شوالیه‌های فرانسوی به آنها اجازه داد تا شوالیه‌های فلاندری را در جناح چپ متفقین در هم بشکنند. در مرکز، شوالیه‌های متفقین و پیاده‌نظام تحت فرمان اتو در ابتدا موفق بودند و نزدیک بود فیلیپ را بکشند. یک ضدحمله توسط شوالیه‌های فرانسوی، پیاده‌نظام منزوی متفقین را در هم شکست و کل لشکر مرکزی اتو عقب‌نشینی کرد. اتو از میدان نبرد فرار کرد. در حالی که مرکز و جناح چپ متفقین شکست خورده بودند، فقط سربازان جناح راست به رهبری رنود بولونی و ویلیام دو لانگسپی نبرد را ادامه دادند. اما در نهایت آنها نیز کشته، اسیر یا از میدان رانده شدند.